# Parallella uppdrag
Parallella uppdrag är en  metod att ta fram alternativa förslag till utförande av ett byggnadsprojekt. Flera arkitekter arbetar då, ibland i öppen dialog med byggherren, parallellt med olika förslag till utformning. De intressanta lösningar som tas fram kan sedan ligga till grund för vidareutveckling i form av projektering, upphandling och byggande.
Parallella uppdrag är ett alternativ till arkitekttävlingar.

## Fotnoter och källor
1. ↑  ”Arkitekttävlingar och parallellskisser som utvecklingsmetod”, Olle Stahle, i Bostaden och kunskapen, s. 206.

- Bostaden och kunskapen. Skrift (Arkus), 1652-6430 ; 50. Stockholm: Stiftelsen Arkus. 2007. Libris 10419507. ISBN 9789197362672